# Hradec (Hradec-Nová Ves)
Hradec (niem. Gröditz) – wieś, część gminy Hradec-Nová Ves, położona w kraju ołomunieckim, w powiecie Jesionik, w Czechach.